# Cozyptila thaleri
Cozyptila thaleri is een spinnensoort in de taxonomische indeling van de krabspinnen (Thomisidae).
Het dier behoort tot het geslacht Cozyptila. De wetenschappelijke naam van de soort werd voor het eerst geldig gepubliceerd in 2005 door Yuri M. Marusik & Kovblyuk.